# Oregon Route 18

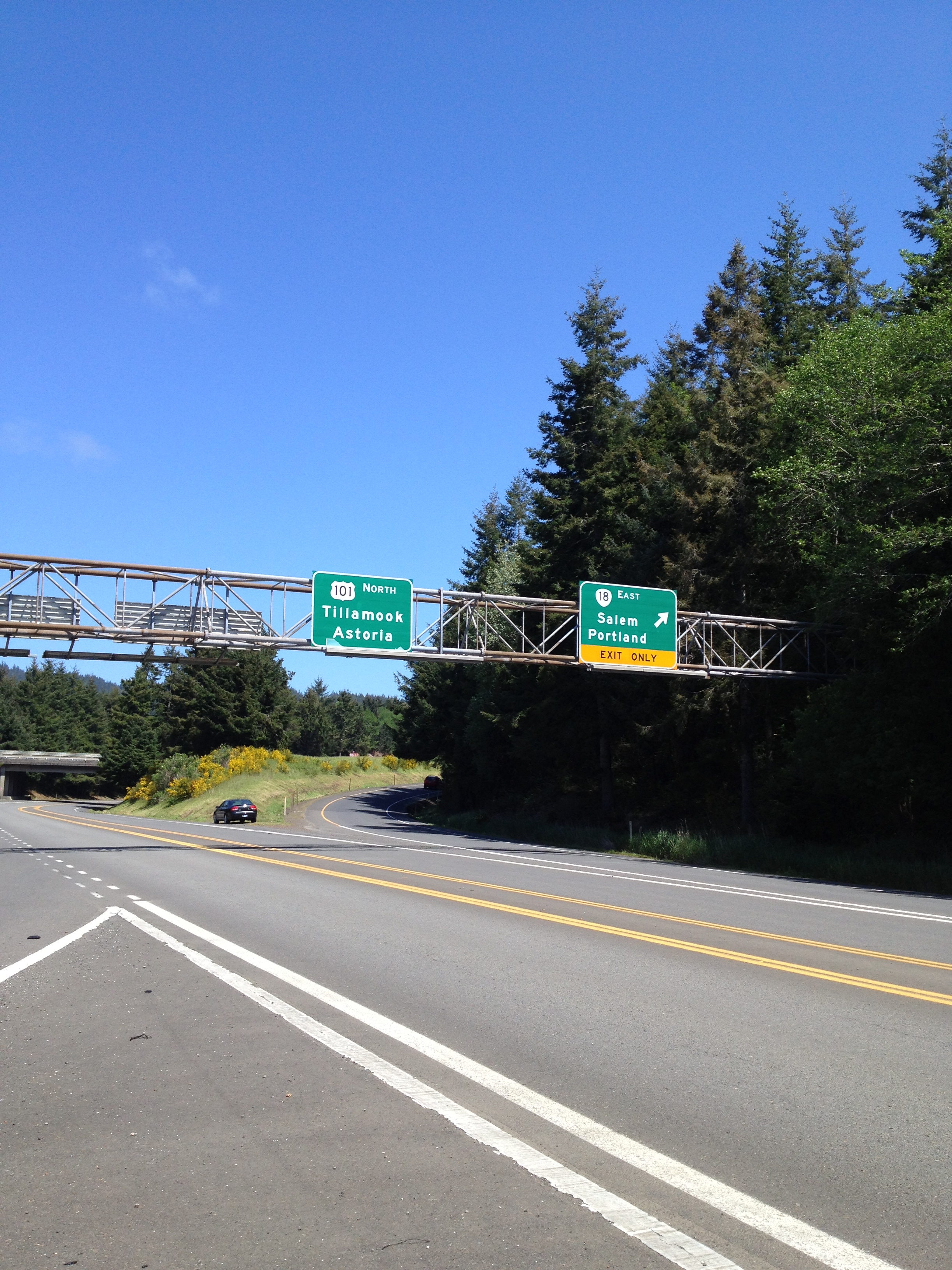
Az út kezdete a US 101-en észak felől érkezve

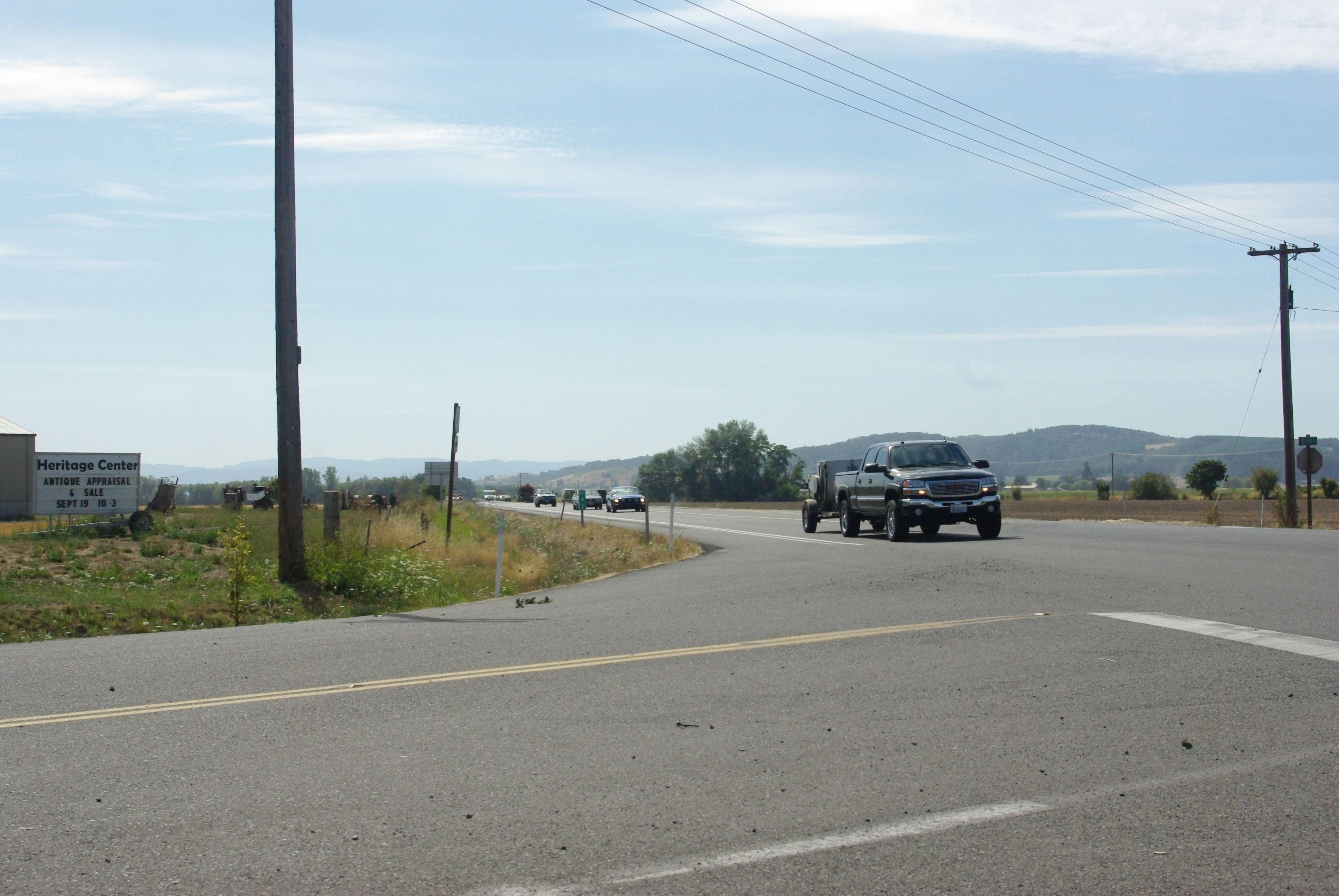
A McMinnville-i kereszteződés

Az Oregon Route 18 (OR-18) egy oregoni állami országút, amely kelet–nyugati irányban a U.S. Route 101 Otis Junction-i csomópontja, valamint az OR 18 és az OR 233 OR 99W-n fekvő közös lehajtója között halad.
A szakasz Salmon River Highway No. 39 néven is ismert.

## Leírás
A szakasz a US 101 Otis Junctionnél fekvő csomópontjánál kezdődik keleti irányban. Miután elhaladt Otis és Rose Lodge elágazása mellett, egy északi kitérőt követően Boyerbe érkezik, utána újra kelet felé halad. Grand Rondét való keresztezése után Valley Junctionbe, a 22-es úthoz ér, mellyel hat kilométeren át közös nyomvonalon halad. Miután átkelt a Déli-Yamhill-folyón, az OR 22 délkeletre, az OR 18 keletre halad tovább. Ugyanezen csomópontban lehet lehajtani a 18-as elkerülőre (Oregon Route 18 Business), amely Willamina és Sheridan városait érinti. Az OR18B két lehajtója között körülbelül 2 kilométeren át gyorsforgalmi út épült, egy szakaszán 2+1, a többin pedig 2×2 sávval. A Déli-Yamhill-folyón való újabb átkelést követően Bellevue következik, ahol az Oregon Route 153-on Amity felé lehet elkanyarodni. Innen a nyomvonal északkeleti haladási irányt vesz fel, majd McMinnville-be érkezvén az Oregon Route 99W csomópontjában keletre fordulva a déli oldalon kikerüli a belvárost. A városi repülőtér mellett elhaladva először a 233-as-, majd a 221-es út daytoni kereszteződése található, végül a nyomvonal az OR 233-ba torkollik.
Korábban a Grand Rondéban és Lincoln City-ben nyitott kaszinók miatti megnövekedett forgalom következtében számos halálos baleset történt, ehhez hozzájárult az OR 99W közeli csomópontja is. Azóta az út számos szakaszát kiemelten figyelik.
A Willamina felé vezető elkerülő, illetve a főút egy szakaszának négysávossá bővítésével szignifikánsan csökkent a balesetek száma.
Az OR 99W csomópontjában tapasztalható torlódások csökkentésére egy gyorsforgalmi szakaszt (Newberg–Dundee Bypass) terveztek, melynek első fázisát 2013 júniusában kezdték építeni és 2018. január 6-án adták át a forgalomnak. A második fázis az OR 219-et kötné össze az OR 99W Newbergtől északra eső, Rex Hill-i csomópontjával, a harmadik pedig a Dundee-től délre eső útelágazásig haladna.

### Oregon Route 18 Business
A 13,78 kilométer hosszú, vidéki összekötőként kategorizált Oregon Route 18 Business (más néven Willamina–Sheridan Highway No. 157, illetve West Valley Highway) 1957-ig az OR 18 eredeti útvonala volt, a kaszinók miatti megnövekedett forgalom okozta balesetek számának csökkentése miatt ekkor adták át a mai pályát.
A nyomvonal az OR 18 és 22 közös szakaszának végén elhelyezkedő csomópontnál ágazik el északkeleti irányban. Willamina városhatáráig a Déli-Yamhill-folyó nyomvonalát követi, majd északra fordul, ahol a Willamina-patak után fekvő deltaelágazásban északkelet felé halad tovább. Az út a vasúti átjáró után elhagyja a települést, majd Sheridanba érkezvén délkeleti irányban újra a főútba torkollik.
A 2004-es mérési adatok alapján a nyugati csomópontot naponta hatezer, a keletit pedig 5900 jármű érinti; a két pont között naponta 5400 utazás történik.

## Fordítás
- Ez a szakasz részben vagy egészben  az   Oregon Route 18 című angol Wikipédia-szócikk Route description című fejezete ezen változatának fordításán alapul.  Az eredeti cikk szerkesztőit annak laptörténete sorolja fel. Ez a jelzés csupán a megfogalmazás eredetét és a szerzői jogokat jelzi, nem szolgál a cikkben szereplő információk forrásmegjelöléseként.